# 장거리 공대지 유도탄 사업
장거리 공대지 유도탄 사업은 대한민국 공군의 F-15K용 재즘(JASSM) 도입 사업이다. 2012년에 JASSM이 개발이 완료되지 않아 미국정부에서 수출불가로 통보하여 대안으로 독일제 타우러스 미사일이 도입되었다.

## 역사
한국은 보잉 F-15K에 장착하는 보잉 JASSM을 수입하려고 했다. 합동참모본부는 2003년 7월 사거리 370km 이상인 JASSM 260발(1차 170발, 2차 90발)을 2012년까지 2,038억 원에 구입하기로 결정했다. 그러나 2012년 7월 이전만 해도 F-15E 계열에 JASSM 인티그레이션(무장 통합)이 되지않아 미국 정부에서 수출불가라고 통보하였다. 이 영향으로 보잉사는 JASSM의 대안으로 독일산 타우루스 도입을 돕겠다고 했으며 2016년 12월, 타우러스가 실전배치되어 아시아 최초로 500 km 이상의 원거리 정밀타격 미사일을 전투기에 탑재해 운용하는 국가가 되었다. F-15K 전투기에 타우러스 미사일 2발을 탑재할 수 있다. 타우러스 도입 이후 방위사업청은 자체개발이 충분히 가능하다는 입장으로 추후 KF-21(KF-X) 등에 국산으로 개발한 장거리 공대지 유도탄을 장착할 예정이라고 밝혔다.
장거리 공대지 유도탄의 경우 JASSM 개발 완료 이전(2000년대 후반)에는 독일산 타우러스 미사일이 미국산 JASSM의 3배였으나 개발완료 이후 가격이 올라 미국산 JASSM이 2010년 초 기준 70만 달러(7억원)에서 2017년에는 JASSM이 100만 달러로 올랐다. 다만, 2000년대 후반 기준으로 독일산 타우러스는 95만 유로(9억5천만원), 프랑스산 스칼프는 이탈리아가 135만 달러(13억5천만원), 프랑스는 80만 유로(8억원)으로 다른 장거리 공대지 유도탄들도 가격이 꽤 나간 편이다.
사실 무게 1톤 정도의 중어뢰급 장거리 공대지 유도 미사일은 F-15K(36톤)에만 장착할 수 있는 것은 아니며 F-16(20톤)과 FA-50(14톤)에도 장착은 가능하다. 그러한 중어뢰급 전투기 미사일로는 재즘(JASSM), 타우러스, 스칼프와 같은 장거리 공대지 순항미사일이 있고, 블루 스패로 미사일과 같은 인공위성 요격 미사일이 있다. 독일산 타우루스는 스웨덴 사브사가 파트너로 참여중인데, 그리펜(14톤)에 1.4톤 무게인 타우루스를 2개 장착할 수 있다.
2010년대 이후 대한민국 국방부에서는 타우러스 미사일을 비롯하여 여러 정밀 유도무기를 도입하였다.
- F-15K장착용 (타우러스 350K) - 270여 기 도입 : 대한민국 국방부는 최초 타우러스 270기 소요제기 목표에 따라, 미국산 F-15K에 유럽산 타우러스에 탑재하는 데 필요한 GPS 호환 문제 등이 완료되어, 2016년말부터 2017년초까지 F-15K에 장착될 170여 기의 장거리 공대지 순항미사일 타우러스 350K를 본격 도입하게 되며, 이후 100여 기 추가 도입도 추진된다.

- FA-50장착용 (타우러스 350K-2) - 도입 : 대한민국은 F-15K(36톤)에 이어 KF-16보다는 국내양산중인 FA-50(14톤)에도 기체의 수출 파급을 고려하여, 타우러스 350K의 미들급 버전인 타우러스 350K-2를 수입 장착하는 방안을 추진 중이다. 이 경우 FA-50 공대지 전투행동반경이 400km로 2배 이상 늘어나고 관통력은 타우러스 350K의 90% 수준에 도달할 수 있다.

- KF-16에는 원거리 타격 능력을 강화하기 위해 이스라엘 라파엘사의 ‘스파이스(SPICE) 2000’ 정밀유도폭탄이 2016년 상반기에 도입된다.

## 2차 사업
2010년 10월 8일, 국회 국방위 소속 김장수 의원(한나라당)은 국감자료를 통해, 미국 정부가 재즘 수출은 불가능하지만, 독일제 타우루스를 보잉이 F-15K에 체계통압하는 것은 지원하겠다면서, JASSM에 비해 3배 가격을 제시했다. 그래서 소요 물량의 3분의 1밖에 확보할 수 없게 되었다. 김장수 의원은 "그 정도 물량으로는 우리 군이 설정한 장거리 공대지 유도탄 핵심표적 250여개를 무력화할 수 없다"고 지적했다. 이에 따라 부족분은 2차 사업으로 국산화 미사일을 도입할 계획이다.
2016년 12월 14일, 한민구 국방부 장관은 방위사업추진위원회를 개최하여, 장거리 공대지유도탄 사업추진 기본전략 수정안과 장거리 공대지유도탄 2차 사업추진 기본전략안을 각각 의결했다. 2차 사업은 타우루스 국산화 사업으로, 연구개발은 국방과학연구소(ADD)가 주관해 2018년 착수하며, 탐색 및 체계개발에 3,000억원, 양산에 5,000억 등 총 8천100억원의 예산이 투입된다. 2031년까지 200여발을 국내생산할 계획이다.
2018년 2월말, 타우루스 1차 사업의 2차분인 90여발 구매 계약을 독일과 체결했다. 3월 24일, 북한 관영 우리민족끼리가 관계개선을 해친다며 2차분 계약을 비난했다. 언론에서는 2차 사업인 국산화 사업과 1차 사업의 2차분과를 혼동하는 보도를 하기도 했다.

## 문제점
2017년 10월 13일, 국회 국방위원회 소속 더불어민주당 이철희 의원은 타우루스사에 수의계약 특혜가 주어지고 1000억 원대의 국가적 손해를 봤다고 주장했다. 경쟁계약이 아니라 수의계약을 체결해, 절충교역(무기를 사는 대가로 받는 기술 이전 등) 비율도 계약 직전 타우러스사와 33%까지 협의되던 것이 12%대로 떨어졌다.

## 영화
한국군의 킬 체인의 핵심무기인 타우러스 미사일이 도입된 직후, 2017년 12월 14일에 정우성, 곽도원 주연의 영화 강철비가 개봉되어, 타우러스 미사일의 우수성을 그렸다.

## 연표
- 2003년 7월, 합참 사거리 370km 이상의 재즘 260발 도입 결정
- 2005년, 독일 타우러스 실전배치
- 2013년 11월, 독일 타우러스 시스템즈와 타우러스 미사일 도입 계약 체결, 발당 20여억원
- 2015년, 대구공군기지에서 F-15K 체계통합테스트
- 2016년 6월, 미국 정부가 미군용 GPS 수신기 장착 승인
- 2016년 8월 14일, 북한 외무성 대변인은 독일의 타우러스 수출은 분쟁지역에 대한 무기수출을 금지한 독일 국내법을 무시한 것이라며, 당장 중지하라고 주장했다.
- 2016년 12월 14일, 한민구 국방부 장관, 방추위에서 국산화 2차 사업 확정
- 2016년 12월 22일, 타우러스 1차 인도분 10여발 대구공군기지에서 실전배치 완료
- 2017년 9월 13일, F-15K 전투기에서 타우러스 1발을 발사, 400여km 떨어진 목표물에 명중, 최초 실사격
- 2017년 12월 14일, 정우성, 곽도원 주연의 영화 강철비 개봉
- 2018년, 국방과학연구소(ADD) 타우러스 국산화 개발 시작, 독일 타우러스 기술도입에 현무-2B 기술
- 2018년 2월말, 타우루스 1차 사업의 2차분인 90여발 구매 계약을 독일과 체결
- 2018년 3월 24일, 북한 관영 우리민족끼리가 관계개선을 해친다며 1차 사업의 2차분 계약을 비난
- 2019년, 1차 사업의 2차분인 타우러스 90여발 실전배치 완료
- 2031년, 타우러스 국산화 사업 종료, 200여발 생산완료 계획

## 같이 보기
- AGM-86 ALCM -  미국, 무게 1,430 kg, 사거리 2,400 km, W80 핵탄두, 1980년 생산, 보잉
- AGM-129 ACM -  미국, 무게 1,680 kg, 사거리 3,700 km, W80 핵탄두, 1985년 생산, 레이시온, 록히드 마틴
- Kh-101 -  러시아, 무게 2,400 kg, 사거리 5,500 km, 1999년 생산
- 스톰 섀도 -  영국,  프랑스,  이탈리아, 무게 1,300 kg, 사거리 560 km, 2002년 생산
- 타우러스 미사일 -  독일, 무게 1,500 kg, 사거리 500 km, 2005년 생산